# Ропча (река)
Ропча (в верховье Лунвож) (устар. Рекча) — река в России, протекает по Республике Коми. Правый приток Весляны.
Высота устья — 119 м над уровнем моря.

## География
Река Ропча берёт начало в районе горы Ныйнерек. Течёт на северо-запад. В районе посёлка Ропча через реку перекинут мост автодороги Р25 и железнодорожный мост. Ниже посёлка река Ропча сливается с Иоссером, образуя Весляну. Устье реки Ропча находится в 138 км по правому берегу реки Весляна. Длина реки составляет 136 км, площадь водосборного бассейна 1690 км².

## Бассейн
- 2 км: Нывью 2-я (пр)
- 7 км: Нывью 1-я (пр)
- 10 км: река без названия (пр)
- 13 км: Чиньяворык (пр)
  - 24 км: Месью (лв)
- 35 км: Дюкачева (пр)
- 46 км: Кучкаёль (пр)
  - 3 км: Отаёль (лв)
  - 11 км: река без названия (пр)
  - 27 км: Ведью (пр)
- 83 км: Везъю (лв)
- 88 км: Войвож (пр)
  - 13 км: река без названия (пр)
- 122 км: река без названия (лв)

## Данные водного реестра
По данным государственного водного реестра России относится к Двинско-Печорскому бассейновому округу, водохозяйственный участок реки — Вычегда от города Сыктывкар и до устья, речной подбассейн реки — Вычегда. Речной бассейн реки — Северная Двина.
Код объекта в государственном водном реестре — 03020200212103000022057.